# 미얀마짧은꼬리땃쥐
미얀마짧은꼬리땃쥐 (Blarinella wardi)는 땃쥐과에 속하는 포유류의 일종이다. 중국과 미얀마에서 발견된다. 자연 서식지는 아열대 또는 열대 기후 지역의 건조림이다.